# Циклотол
Циклотол (англ. Cyclotol) — вибухова речовина, що складається з сумішей гексогену (RDX) та тротилу (TNT). Має схожісь з більш поширеною композицією B, яка складається з 60% гексогену та 40% тротилу. Різні композиції Циклотолу містять від 65% до 80% гексогену. Типові діапазони варіюються від 60/40 до 80/20 гексоген/тротил, причому найпоширенішим є 70/30, тоді як військові здебільшого використовують оптимізований склад 77/23.

## Використання
Циклотол використовується не часто, але, як повідомляється, він був основною вибуховою речовиною, яка використовувалася принаймні в деяких моделях ядерної зброї США. Кері Саблетт (автор книги "Nuclear Weapons Frequently Asked Questions" , англ. Часті запитання про ядерну зброю) згадує Циклотол як вибухівку в американській ядерній бомбі B28 і, можливо, пов'язаній зброї, яка використовувала звичайний первинний Python (газовий прискорювач ядерного поділу) - W34, W28, W40 і W49.
Він використовувався в ядерній бомбі B53 і відповідній боєголовці W53. У сучасній військовій промисловості Циклотол може використовуватися як наповнювач і основний заряд більшості касетних боєприпасів, особливо з п'єзоелектричним кристалічним запалом. 
Був використаний під час вибуху в мечеті в Мецці, в результаті якого загинули 16 людей.